# Kabukibu!
Kabukibu! (カブキブ! Kabukibu?) es serie de novelas ligeras escritas por Yūri Eda, la portada es ilustrada por Ishinoya. La serie comenzó a ser publicada en agosto de 2013 por la editorial Kadokawa Shoten, cuenta con cinco volúmenes hasta diciembre de 2016. Una adaptación a manga por Chizu Kamiko inició a publicarse en marzo de 2017 en la revista Young Ace de la editorial Kadokawa Shoten; la adaptación a serie de anime de 12 episodios está a cargo de Studio Deen con un diseño original de personajes por CLAMP; se emité desde el 6 de abril de 2017. La historia sigue a Kurogo Kurusu, un chico fanático del kabuki, un arte tradicional japonés, que decide crear un club en su escuela preparatoria.

## Argumento
Kurogo Kurusu es un estudiante de preparatoria que tiene una afición hacia el kabuki, un arte tradicional de Japón parecido al teatro. Su obsesión hacia este arte lo hace de vez en cuando un poco molesto e insistente. Al intentar crear un club de estudio de kabuki en su escuela, descubre que está limitado por el presupuesto escolar y recibe negativas de profesores y compañeros, con excusas de que lo está tomando a la ligera, cuando el kabuki es muy profesional y requiere mucho trabajo. Kurogo decide crear su propio club desde cero e insistir a los compañeros cuidadosamente seleccionados por su mejor amigo Tonbo Murase para convertirlos en miembros. La determinación y pasión que siente Kurugo por el kabuki contagia al resto de los compañeros que poco a poco descubren el fascinante mundo de la interpretación.

## Personajes
Kurogo Kurusu (来栖黒悟 Kurusu Kurogo?)
Seiyū: Taichi Ichikawa
El protagonista de la historia, Kurusu es un nuevo estudiante de preparatoria apasionado del kabuki. Es un muchacho común, un poco enérgico y de baja estatura, tiene apariencia de un niño de menor edad.
Tonbo Murase (村瀬とんぼ Murase Tonbo?)
Seiyū: Yūichirō Umehara
Tonbo es el vecino y mejor amigo de Kurusu, le apoya en la creación del club de kabuki. Es un joven hábil en la búsqueda de información y la informática; fue el responsable de encontrar a los miembros candidatos del club, además ayuda a su amigo a buscar información sobre otros temas. Es de una actitud seria y posee un gran sentido de la responsabilidad, apoyando totalmente a su amigo Kurusu.
Shin Akutsu (阿久津新 Akutsu Shin?)
Seiyū: Ryōta Ōsaka
Un joven descendiente de una familia de actores de kabuki. Conoce muchos detalles del arte, como el vestuario y otros detalles, de alguna forma le teme o ignora su legado. En su lugar, Shin intenta crear una banda de rock con resultados negativos, siendo ignorado y dejado por sus compañeros de banda. Es un poco violento y usa el cabello medianamente largo pintado de rojo y rubio.
Jin Ebihara (蛯原仁 Ebihara Jin?)
Seiyū:  Kengo Kawanishi
El joven desciende de una familia de actores de kabuki, donde ha estado practicando el arte desde los cuatro años de edad; a pesar de ello siente que su interpretación aún no es lo suficientemente buena. Admira a su abuelo que fue un gran intérprete de kabuki. Es un joven que se toma las cosas muy en serio y es decidido, llegando a decir que el arte del kabuki no debe ser algo que se haga en un club escolar por jóvenes amateur.
Hanamichi Niwa (丹羽花満 Sakuma Manabu/Akuma?)
Seiyū: Nobunaga Shimazaki
Un joven alto y de apariencia intimidante, de grado superior en la escuela de Kurusu. Es usualmente callado y está lleno de moretones, golpes y heridas, haciéndolo parecer un delincuente o busca pleitos. Desde joven ha practicado danza, la cual ha dejado de lado para practicar otros pasatiempos como la lucha y artes marciales. A pesar de los esfuerzos por ser musculoso, tiene una actitud afeminada; con el tiempo su cuerpo va cambiando y acepta ser más masculino gracias a las palabras de aliento de su compañero Kurusu.
Kaoru Asagi (浅葱芳 Asagi Kaoru?)
Seiyū: Yuko Kaida
Una estudiante de grado superior de la escuela donde asiste Kurusu. Siempre es confundida por muchos como un chico, tiene el cabello corto color plateado. Su apariencia andrógina y atractivo masculino, sumado a su encanto, ha conseguido ser popular entre las chicas, que la llaman Kaoru-sama. El protagonista Kurusu trata de incorporarla al club de kabuki, dejándola sorprendida, ya que el arte es usualmente interpretado por hombres.
Maruko Janome (蛇ノ目丸子 Janome Maruko?)
Seiyū: Yumi Uchiyama
Una estudiante de la escuela donde asisten los demás personajes, es vecina y amiga de la infancia de Akutsu. Es una otaku apasionada del cosplay, siendo una conocida diseñadora en Internet por su talento creando vestuarios de los diseños más variados. Una chica de baja estatura y habla rápido, un poco violenta cuando se burlan de su apariencia. Se incorpora al club de kabuki para el diseño del vestuario del los miembros.
Riri Miwayama (三輪山梨里?)
Seiyū:  Ayaka Asai
Amiga de la infancia de Niwa y compañera de clase. Se une al club de kabuki como ayudante.
Kazuma Katsumi (数馬克己?)
Seiyū: Kazutomi Yamamoto
Es miembro del club de drama. Se une al club de kabuki por pedido de Kaoru; a pesar de gustarle el teatro, se siente frustrado por la actitud controladora de la presidenta del club.
Tsurani Toomi (遠見連?)
Seiyū: Tomoaki Maeno
Es un profesor de escuela, sirve como consejero del club de kabuki aunque no sepa mucho del arte.

## Medios de comunicación

### Novela ligera
La serie de novelas ligeras, publicadas por la editorial japonesa Kadokawa Shoten, iniciaron con la publicación del primer volumen en agosto de 2013; ha sido compilada en seis volúmenes hasta marzo de 2017.

#### Lista de volúmenes
| N.º | Título      | Fecha de lanzamiento     | ISBN original          |
| --- | ----------- | ------------------------ | ---------------------- |
| 1   | «Volumen 1» | 24 de agosto de 2013     | ISBN 978-4-04-100956-7 |
| 2   | «Volumen 2» | 25 de octubre de 2013    | ISBN 978-4-04-101037-2 |
| 3   | «Volumen 3» | 23 de agosto de 2014     | ISBN 978-4-04-101363-2 |
| 4   | «Volumen 4» | 24 de septiembre de 2015 | ISBN 978-4-04-103355-5 |
| 5   | «Volumen 5» | 25 de noviembre de 2016  | ISBN 978-4-04-103356-2 |
| 6   | «Volumen 6» | 25 de marzo de 2017      | ISBN 978-4-04-105264-8 |

### Manga
Una adaptación a manga por Chizu Kamikō inició su serialización en la revista Young Ace de la editorial Kadokawa Shoten el 3 de febrero de 2017.

### Anime
Una adaptación de las novelas en serie de anime para televisión fue anunciada el 12 de agosto de 2016. El anime es dirigido por Kazuhiro Yoneda, Studio Deen es el estudio encargado de producir la animación, el diseño de personajes original es de CLAMP y Masaru Yokoyama es el encargado de la composición de la música. El anime salió al aire el 6 de abril de 2017 en TBS, con un total de 12 episodios programados. El opening de la serie es "Running High", interpretado por Hiro Shimono. Kabuki-bu!: Oogiri - Chiyokoreito Kassen (カブキブ！ 大喜利「ちよこれいと合戦」?) es un episodio especial que saldrá a la venta junto con el Blu-ray de la serie de anime. El lanzamiento está previsto para el día 27 de septiembre de 2017.

#### Lista de episodios
| #  | Título                                                                           | Estreno             |
| -- | -------------------------------------------------------------------------------- | ------------------- |
| 1  | «1» «Koitsa Haru kara......» (こいつぁ春から.....)                               | 6 de abril de 2017  |
| 2  | «2» «Itoshi to kaita: fuji no hana» (いとしと書いて 藤の花)                      | 13 de abril de 2017 |
| 3  | «3» «Shira zā itte kika seyashou» (知らざぁいって聞かせやしょう)                 | 20 de abril de 2017 |
| 4  | «4» «Matta matta: ichiban matte moraō ka!» (待った待った 一番待ってもらおうか！) | 27 de abril de 2017 |
| 5  | «Tozai, Tōzai!» (とざい、東西)                                                   | 4 de mayo de 2017   |
| 6  | «Sore Tsura-tsura Omon mireba…» (それつらつらおもんみれば…)                      | 11 de mayo de 2017  |
| 7  | «¡Espera un momento, espera un momento!» «Shibaraku, Shibaraku!» (暫く、暫く！)  | 18 de mayo de 2017  |
| 8  | «Tsuki mo oboro ni shirauo no……» (月も朧に白魚の……)                              | 25 de mayo de 2017  |
| 9  |                                                                                  |                     |
| 10 |                                                                                  |                     |
| 11 |                                                                                  |                     |
| 12 |                                                                                  |                     |